# Lucid Air
La Lucid Air è la prima autovettura elettrica prodotta dalla casa automobilistica statunitense Lucid Motors a partire dall'autunno 2021.

## Descrizione
Presentato sotto forma di prototipo a dicembre 2016, mentre la versione definitiva per la produzione in serie è stata presentata a settembre 2020.
Nel novembre 2020 è stata annunciata l'intera gamma di modelli e le specifiche tecniche.
A settembre 2021 la Lucid Motors ha annunciato l'inizio della produzione e delle consegne dei primi esemplari in versione Dream Edition. Le consegne delle versioni di lancio Lucid Air il 30 ottobre 2021.

## Tecnica
La Air utilizza un pacco batteria agli ioni di litio fornito dalla Samsung SDI.
La versione base è dotata di una batteria da 75 kWh con un singolo posto al retrotreno, in grado di erogare 400 CV (298 kW) e 600 Nm di coppia, con autonomia dichiarata di 386 km. Allo stesso motore è abbinabile anche una versione più grande del pacco batteria da 118 kWh che garantisce circa 832 km di autonomia. Inoltre è disponibile anche una versione dotata di due motori, uno per ogni asse formando un sistema a trazione integrale con una potenza combinata di circa 1111 CV (828 kW).